# Himmelsvolk

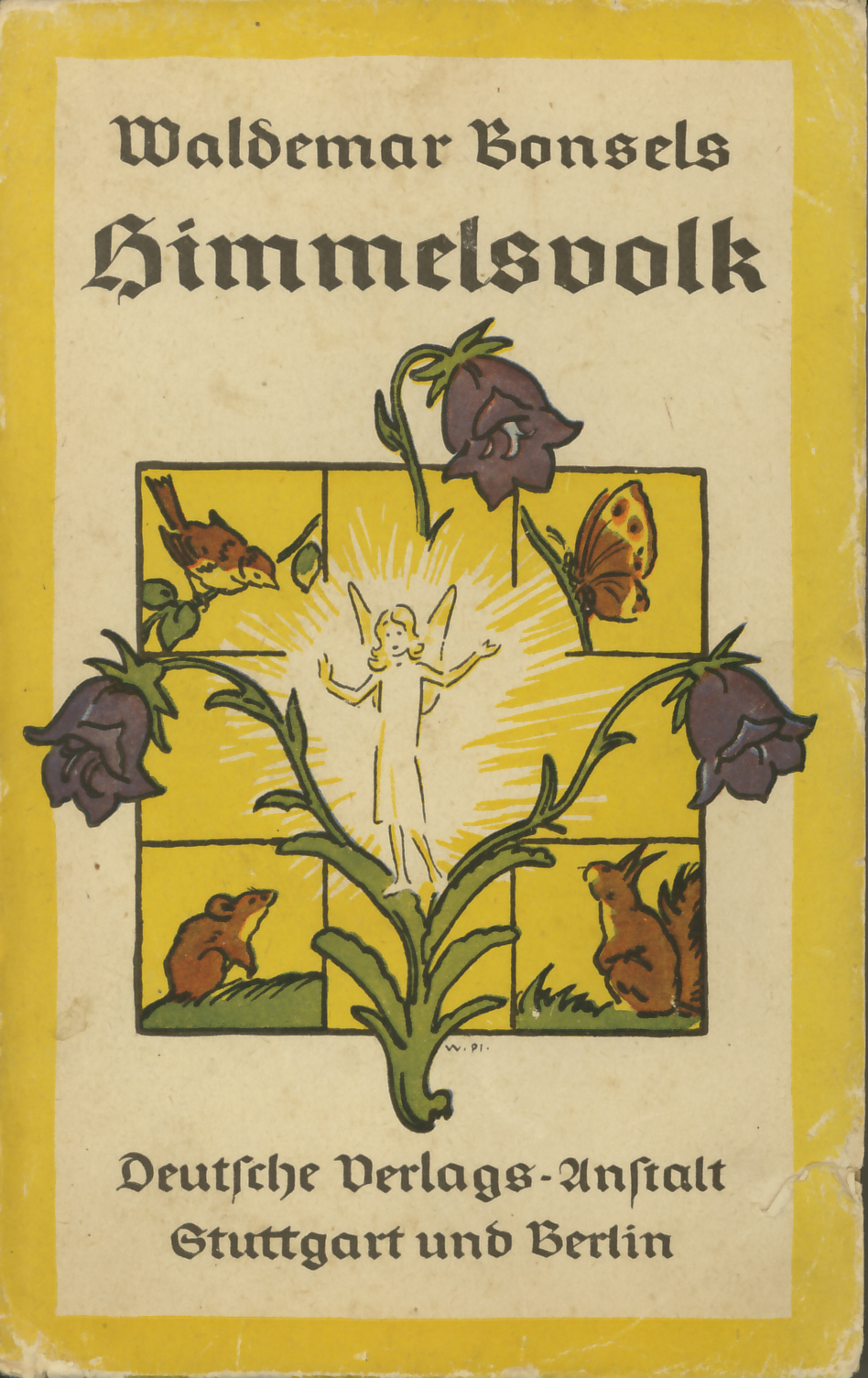
Himmelsvolk von Waldemar Bonsels

Himmelsvolk. Ein Märchen von Blumen, Tieren und Gott ist ein Buch des deutschen Schriftstellers Waldemar Bonsels, das 1915 erstmals erschienen ist.
Himmelsvolk ist der Nachfolgeband des äußerst erfolgreichen Buches Die Biene Maja und ihre Abenteuer aus dem Jahre 1912. Wie dieses konnte auch Himmelsvolk hohe Auflagen erzielen und wurde in zahlreiche Sprachen übersetzt. Durch seinen Inhalt und die poetische Grundstimmung des Buches kann es der Neuromantik zugerechnet werden. Das Elfenmärchen, mit dem der Autor allerlei Lebensweisheiten transportiert, ist in erster Linie für Erwachsene gedacht.

## Inhalt
Das Buch beschreibt ein Jahr auf einer Waldwiese, in dem die dort heimischen Tiere allerlei Abenteuer erleben. Der Autor übersetzt in die menschliche Sprache, wie sich die Pflanzen und Tiere miteinander verständigen. Großen Eindruck macht das Auftauchen eines Blumenelfs am helllichten Tage auf der Wiese, denn Elfen dürfen normalerweise die Sonne nicht erblicken und müssen vor Sonnenaufgang wieder in ihr Reich zurückkehren. Dieser Elf hat jedoch zwei liebende Menschen gesehen und über diesem ihn beeindruckenden Anblick die rechtzeitige Rückkehr versäumt. So lange ihm keine größere Liebe als diese begegnet, muss er daher unter den sterblichen Wesen der Erde bleiben. Er lernt die Freuden und Leiden der Pflanzen, Tiere und Menschen kennen und ist über diese für ihn neuen Erfahrungen äußerst beglückt. In einzelnen Kapiteln werden die verschiedenen Erlebnisse erzählt, der Kampf des Igels mit der Kreuzotter, der Kampf des Fuchses mit dem Marder, das schreckliche Ende des Frosches in der menschlichen Gefangenschaft, das Liebespaar unter der Linde und der Tod des Jünglings durch den Bären. Der Elf ist immer wieder zutiefst ergriffen von der Schönheit der Natur, von Liebe erfüllt und von Mitleiden mit den Schmerzen der Wesen. Eines Nachts lässt ihn die Elfenkönigin zu sich rufen und eröffnet ihm die Möglichkeit, wieder in das Elfenreich zurückzukehren, wenn er allem entsagt, was ihn an die vergängliche Welt bindet. Er lehnt ab, denn er will nicht vergessen, was er inzwischen erfahren hat. Damit ist das Elfenreich endgültig für ihn verloren. Aber als im Herbst die alte Linde auf der Waldwiese von Christus erzählt, der an die Stelle der vergänglichen Werte der Welt die Liebe gesetzt hat und selbst sein Leben für diese Liebe gegeben hat, da erkennt der Elf eine größere Liebe als diejenige, die er zwischen den zwei Menschen gesehen hatte, und mit der Erkenntnis dieser tiefsten und reinsten Liebe ist er erlöst und scheidet begleitet vom Gesang der Lerche von der Wiese mit ihren Pflanzen und Tieren.

## Ausgaben
- Himmelsvolk. Ein Märchen von Blumen, Tieren und Gott. Schuster & Löffler: Berlin 1915
- Himmelsvolk. Ein Buch von Blumen, Tieren und Gott. Schuster & Löffler: Berlin und Leipzig 1921. Mit 16 Scherenschnitten von Margarete Schreiber.
- Himmelsvolk. Ein Märchen von Blumen, Tieren und Gott. Buch & Media: München 2005 ISBN 978-3-86520-086-0